# Juan José Castelli (miasto)
Juan José Castelli – miasto w Argentynie, położone w południowo-wschodniej części prowincji Chaco.

## Opis
Miejscowość została założona w 1938 roku. W mieście znajduje się węzeł drogowy-RP2 RP9 i RP29.